# Philipp-Neri-Kirche
Philipp-Neri-Kirchen sind Kirchen und Kapellen mit dem Patrozinium des heiligen Philipp Neri: 
Deutschland:
- St. Philipp Neri (Aachen)
- St. Philipp Neri (Schwelle)

Schweiz:
- Pfarrkirche St. Philipp Neri, Reussbühl (Luzern)

Italien:
- Kirche San Filippo Neri, Florenz, siehe Komplex von San Firenze
- Oratorio di San Filippo (Palermo), Palermo
- San Filippo Neri alla Pineta Sacchetti, Rom
- San Filippo Neri in Eurosia, Rom
- San Filippo Neri in Via Giulia, Rom
- San Filippo Neri nel Palazzo Massimo alle Colonne, Rom

Polen:
- Basilika St. Philipp Neri und St. Johannes der Täufer, Poświętne, Polen